# IHL 1965/66
Die Saison 1965/66 war die 21. reguläre Saison der International Hockey League. Während der regulären Saison bestritten die sechs Teams jeweils 70 Spiele. In den Play-offs setzten sich die Port Huron Flags durch und gewannen den ersten Turner Cup in ihrer Vereinsgeschichte.

## Reguläre Saison

### Abschlusstabelle
Abkürzungen: GP = Spiele, W = Siege, L = Niederlagen, T = Unentschieden, OTL = Niederlage nach Overtime, GF = Erzielte Tore, GA = Gegentore, Pts = Punkte
|                      | GP | W  | L  | T | GF  | GA  | Pts |
| -------------------- | -- | -- | -- | - | --- | --- | --- |
| Muskegon Mohawks     | 70 | 46 | 19 | 5 | 376 | 314 | 97  |
| Fort Wayne Komets    | 70 | 38 | 26 | 6 | 312 | 259 | 82  |
| Port Huron Flags     | 70 | 34 | 32 | 4 | 308 | 274 | 72  |
| Dayton Gems          | 70 | 33 | 35 | 2 | 347 | 322 | 68  |
| Des Moines Oak Leafs | 70 | 29 | 40 | 1 | 263 | 319 | 59  |
| Toledo Blades        | 70 | 20 | 48 | 2 | 248 | 366 | 42  |

## Turner-Cup-Playoffs
|  | Turner-Cup-Halbfinale | Turner-Cup-Halbfinale | Turner-Cup-Halbfinale |  |  | Turner-Cup-Finale | Turner-Cup-Finale | Turner-Cup-Finale |
|  |                       |                       |                       |  |  |                   |                   |                   |
|  |                       |                       |                       |  |  |                   |                   |                   |
|  | 1                     | Muskegon Mohawks      | 0                     |  |  |                   |                   |                   |
|  | 3                     | Port Huron Flags      | 4                     |  |  |                   |                   |                   |
|  |                       |                       |                       |  |  | 3                 | Port Huron Flags  | 4                 |
|  |                       |                       |                       |  |  | 4                 | Dayton Gems       | 1                 |
|  | 2                     | Fort Wayne Komets     | 2                     |  |  |                   |                   |                   |
|  | 4                     | Dayton Gems           | 4                     |  |  |                   |                   |                   |
|  |                       |                       |                       |  |  |                   |                   |                   |

## Vergebene Trophäen

### Mannschaftstrophäen
| Auszeichnung                                          | Team             |
| ----------------------------------------------------- | ---------------- |
| Turner Cup Gewinner der IHL-Playoffs                  | Port Huron Flags |
| Fred A. Huber Trophy Bestes Team der regulären Saison | Muskegon Mohawks |

### Individuelle Trophäen
| Auszeichnung                                                       | Spieler           | Team              |
| ------------------------------------------------------------------ | ----------------- | ----------------- |
| James Gatschene Memorial Trophy MVP der regulären Saison           | Gary Schall       | Muskegon Mohawks  |
| Leo P. Lamoureux Memorial Trophy Bester Scorer                     | Bobby Rivard      | Fort Wayne Komets |
| Governor’s Trophy Bester Verteidiger                               | Bob Lemieux       | Muskegon Mohawks  |
| James Norris Memorial Trophy Torhüter mit den wenigsten Gegentoren | Bob Sneddon       | Port Huron Flags  |
| Leading Rookie Award Bester Rookie                                 | Frank Golembrosky | Port Huron Flags  |